# Corbet Peak
Der Corbet Peak ist ein 4822 m hoher Berggipfel im westantarktischen Ellsworthland. Er ragt 1,4 km östlich des Mount Vinson auf dem Gipfelplateau des Vinson-Massivs in der Sentinel Range des Ellsworthgebirges auf.
Das Advisory Committee on Antarctic Names benannte ihn 2006 nach dem US-amerikanischen Bergsteiger Barry Corbet (1936–2004), Teilnehmer an der American Antarctic Mountaineering Expedition (1966–1967), bei der die Erstbesteigung des Vinson-Massivs und weiterer hoher Berge in der Sentinel Range gelang.